# Наджибаддин Самарканди
Наджиб ад-Дин Абу Хамид Мухаммад ибн Али ибн Умар ас-Самарканди (перс. نجیب‌الدین ابو حامد محمدبن علی‌بن عمر سمرقندی‎; умер в 1222 году) — среднеазиатский врач и учёный-медик XIII века, который родился и жил большую часть жизни в Самарканде. Наджибаддин Самарканди умер в 1222 году во время монгольского завоевания города Герат.
Сведения об этом учёном даёт Ибн Аби Усайбиа, автор очень важного источника по истории медицины и философии Древней Греции, Индии, Египта, а также Мавераннахра, Хорасана и Ирана — «Уюн ал-анба фи табакат ал-аттиба» (История сведений о разрядах врачей), говоря о нём:
Достойный и искусный врач, ему принадлежит великолепные книги и знаменитые сочинения. Он был убит в Герате, когда в него вошли татары. Он был современником Фахруддина ар-Рази.
Из его произведений Усайбиа перечисляет: «Китаб агзият ал-марда» («Книга о питании больных»); «Китаб агзият ал-марда» («Книга о питании больных»); «Китаб ал-асбаб вал-аламат» («Книга о причинах (болезней) и их признаках»); «Китаб ал-акрабадин ал-кабир» («Большая книга об ал-акрабадине»); «Китаб ал-акрабадин ас-сагир» («Малая книга об ал-акрабадине»).
Самым известным произведением Наджибаддин Самарканди является труд «Китаб ал-асбаб вал-аламат», в которым собраны важные сведения по терапии и патологии. Личный врач Мирзо Улугбека Бурханаддин Нафис ибн Иваз ибн Хаким аль Кермани в 1424 году составил комментарий на арабском языке к труду «Ал-асбаб вал-аламат». В свой труд он включил некоторые отрывки из этого сочинения, благодаря чему произведение Наджибаддина Самарканди стало известно науке.

## Примечание
1. ↑  Library of Congress Authorities (англ.) — Library of Congress.
2. ↑  Чешская национальная авторитетная база данных
3. ↑  Al-Samarqandi, Najib Al-Din Abu ?Hamid Mu?hammad Ibn ‘Ali Ibn ‘umar | Encyclopedia.com. www.encyclopedia.com. Дата обращения: 16 декабря 2019. Архивировано 16 декабря 2019 года.
4. ↑  Бабаджанов, 2001, p. 59—64.
5. ↑  uzbekistan. Развитие медицинской науки в эпоху Темуридов (недоступная ссылка — история). UZBEKISTAN.LV (23 июля 2018). Дата обращения: 17 декабря 2019.